# Gijón Open
Gijón Open (også kendt som Watergen Gijón Open af sponsoreringsgrunde) er en ATP 250- begivenhed, der i øjeblikket afholdes i november. Turneringen blev første gang afholdt i oktober 2022 på en etårig licens. I 2025 vendte turneringen tilbage som en del af ATP 250.

## Tidligere finaler

### Singles
| År   | Vinder        | Finalist        | Score        |
| ---- | ------------- | --------------- | ------------ |
| 2022 | Andrey Rublev | Sebastian Korda | 6–2, 6–3     |
| 2023 | Ikke afholdt  | Ikke afholdt    | Ikke afholdt |
| 2024 | Ikke afholdt  | Ikke afholdt    | Ikke afholdt |

### Doubles
| År   | Vinder                         | Finalist                          | Score                        |
| ---- | ------------------------------ | --------------------------------- | ---------------------------- |
| 2022 | Máximo González Andrés Molteni | Nathaniel Lammons Jackson Withrow | 6–7 (6–8), 7–6 (7–4), [10–5] |
| 2023 | Ikke afholdt                   | Ikke afholdt                      | Ikke afholdt                 |
| 2024 | Ikke afholdt                   | Ikke afholdt                      | Ikke afholdt                 |